# Pachyprosopis plebeia
Pachyprosopis plebeia är en biart som beskrevs av Cockerell 1910. Pachyprosopis plebeia ingår i släktet Pachyprosopis och familjen korttungebin. Inga underarter finns listade i Catalogue of Life.

## Bildgalleri

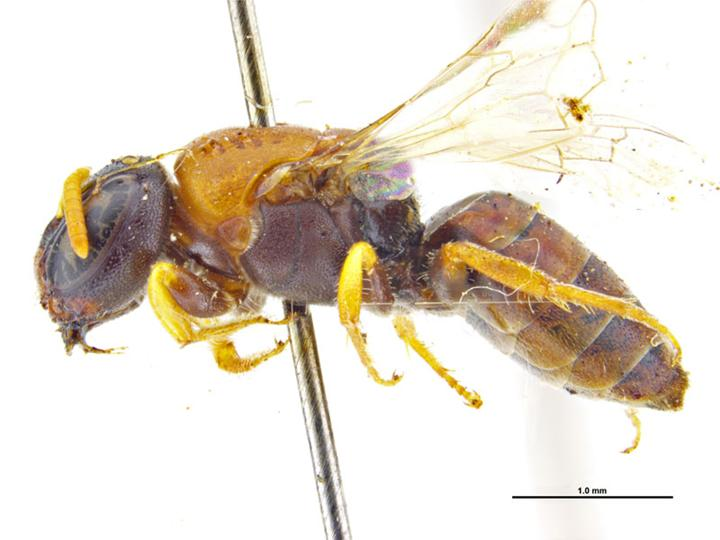
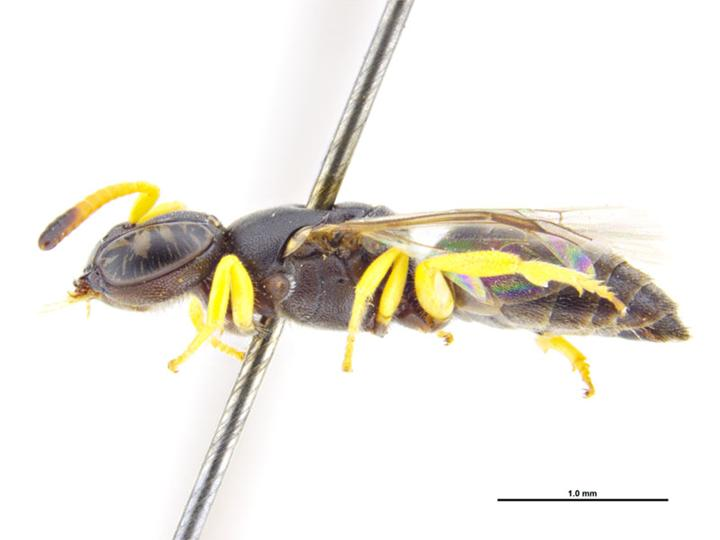